# Магічна кислота

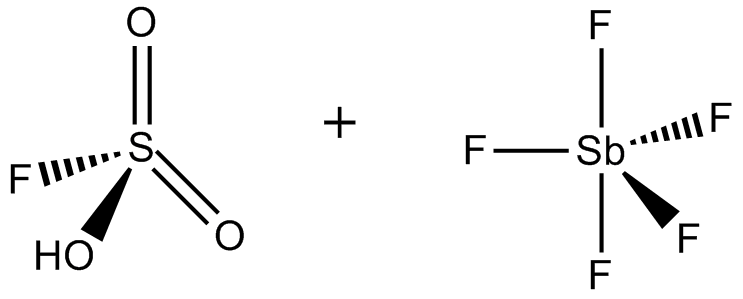
Магічна кислота

Магічна кислота (англ. magic acid) — еквімолекулярна суміш HSO3F та SbF5. Це суперкислота, що має кислотність вищу від кислотності 100 % сульфатної кислоти. Відповідні значення функції Гаммета — -31,3 і -23.
Свою назву вона отримала після того, як на новорічній вечірці на початку 1960-х в науковій групі Джорджа Ола один із співробітників розчинив святкову свічку в одній з цих сумішей. ЯМР-спектр отриманого розчину показав наявність чистого трет-бутильного катіона, після чого за кислотами закріпилася слава «магічних». Подальше дослідження показало, що при цьому відбуваються розщеплення і ізомеризація молекул довголанцюгових парафінів, з яких складається свічка.
Реакція одержання магічної кислоти:
{\displaystyle \mathrm {SbF_{5}+2\ FSO_{3}H\ \longrightarrow \ H_{2}SO_{3}F^{+}+SbF_{5}(SO_{3}F^{-})} }

## Структура
Коли співвідношення SbF5 : HSO3F є меншим за 0,2, то мають місце наступні дві рівноваги, що визначаються за допомогою ЯМР-спектроскопії:
Рівновага І — 80 % за даними ЯМР, а рівновага II становить близько 20 %. Оскільки відношення двох сполук зростає від 0,4-1,4, нові сигнали ЯМР з'являються і збільшення інтенсивності відбувається зі збільшенням концентрацій SbF5.